# Ахмед Атеф (футболіст, 2002)
Ахмед Атеф (араб. احمد عاطف, нар. 21 березня 1998) — єгипетський футболіст, нападник клубу «Модерн Спорт» і національної збірної Єгипту.

## Клубна кар'єра
Народився 21 березня 1998 року. Вихованець футбольної школи клубу «Ваді Дегла».
У дорослому футболі дебютував 2019 року виступами на правах оренди за грецький друголіговий «Ерготеліс», в якій провів один сезон, взявши участь у 5 матчах чемпіонату. 
Сезон 2020/21 відіграв за головну команду «Ваді Дегла».
Влітку 2021 року перейшов до іншого каїрського клубу, «Модерн Спорт». За наступні три сезони відіграв за його команду 71 матч в національному чемпіонаті.

## Виступи за збірні
З 2023 року залучається до складу молодіжної збірної Єгипту. На молодіжному рівні зіграв у 5 офіційних матчах.
2022 року дебютував в офіційних матчах у складі національної збірної Єгипту.
2024 року був включений до заявки олімпійської збірної Єгипту для участі у футбольному турнірі на тогорічних Олімпійських іграх у Парижі.
| Дата      | Місто    | Господарі      | Результат | Гості    | Турнір                                  | Голи | Примітки |
| --------- | -------- | -------------- | --------- | -------- | --------------------------------------- | ---- | -------- |
| 9-6-2022  | Лілонгве | Ефіопія        | 2 – 0     | Єгипет   | Відбір до Кубка африканських націй 2023 | -    | 87'      |
| 14-6-2022 | Сеул     | Південна Корея | 4 – 1     | Єгипет   | товариський матч                        | -    | 80'      |
| 26-3-2024 | Каїр     | Єгипет         | 2 – 4     | Хорватія | товариський матч                        | -    | 85'      |
| Усього    |          | Матчів         | 3         |          | Голів                                   | 0    |          |